# 伊勢原市
伊勢原市（いせはらし）は、神奈川県のほぼ中央に位置する市。神奈川県の地理的な中心は伊勢原市石田にある。
人口は約10.1万人。
小田急線・伊勢原駅北口地区では2029年度の完成を目指した再開発事業が進んでいる。同事業の対象地は伊勢原1・2、桜台1地内の区域約１.５ha。北口駅前の敷地を東街区と西街区にわけ、東街区に延べ約3万2400㎡の店舗・住宅などからなる複合商業ビル、西街区に延べ約3800㎡の店舗で構成する低層ビルを建設する。このほか、1階を交通ロータリー、2階は歩行者用デッキとして、約6260㎡の駅前広場の整備も計画している。

## 概要
市の北西端には古来より信仰されてきた大山があり、市のシンボルになっている。また、東海大学医学部や産業能率大学の湘南キャンパスがあるほか、専修大学体育寮などもあり、産学官の協働が進むアカデミックな都市である。
秋には江戸城築城で知られ、市内でその生涯を閉じた戦国の武将・太田道灌にちなんで、太田道灌公鷹狩り行列、北条政子日向薬師参詣行列、観光総おどりなどが行われる市内最大のイベント「伊勢原観光道灌まつり」が行われている。
1960年代前半までは純農村地帯であったが、1960年代後半から宅地開発が進み、現在では東京郊外のベッドタウンとしての側面が強い。ベッドタウン化が進む一方で、稲作、果樹作、酪農などの農業は現在でも神奈川県内では盛んな部類に入る。
令和5年3月8日には、小田急電鉄株式会社と「持続可能なまちづくりを推進する連携協定」を締結。伊勢原市が進める「都市計画道路田中笠窪線整備事業」と、小田急電鉄が進める「新たな総合車両所」の実現に向けて相互に連携することが決まった。さらに、両者のパートナーシップにより、新たな産業都市軸の形成やスマート新駅の検討など、持続可能なまちづくりの推進に取り組むことが発表されるなど、近未来のスマートモビリティ社会へ向けて発展が期待される都市である。

## 地理

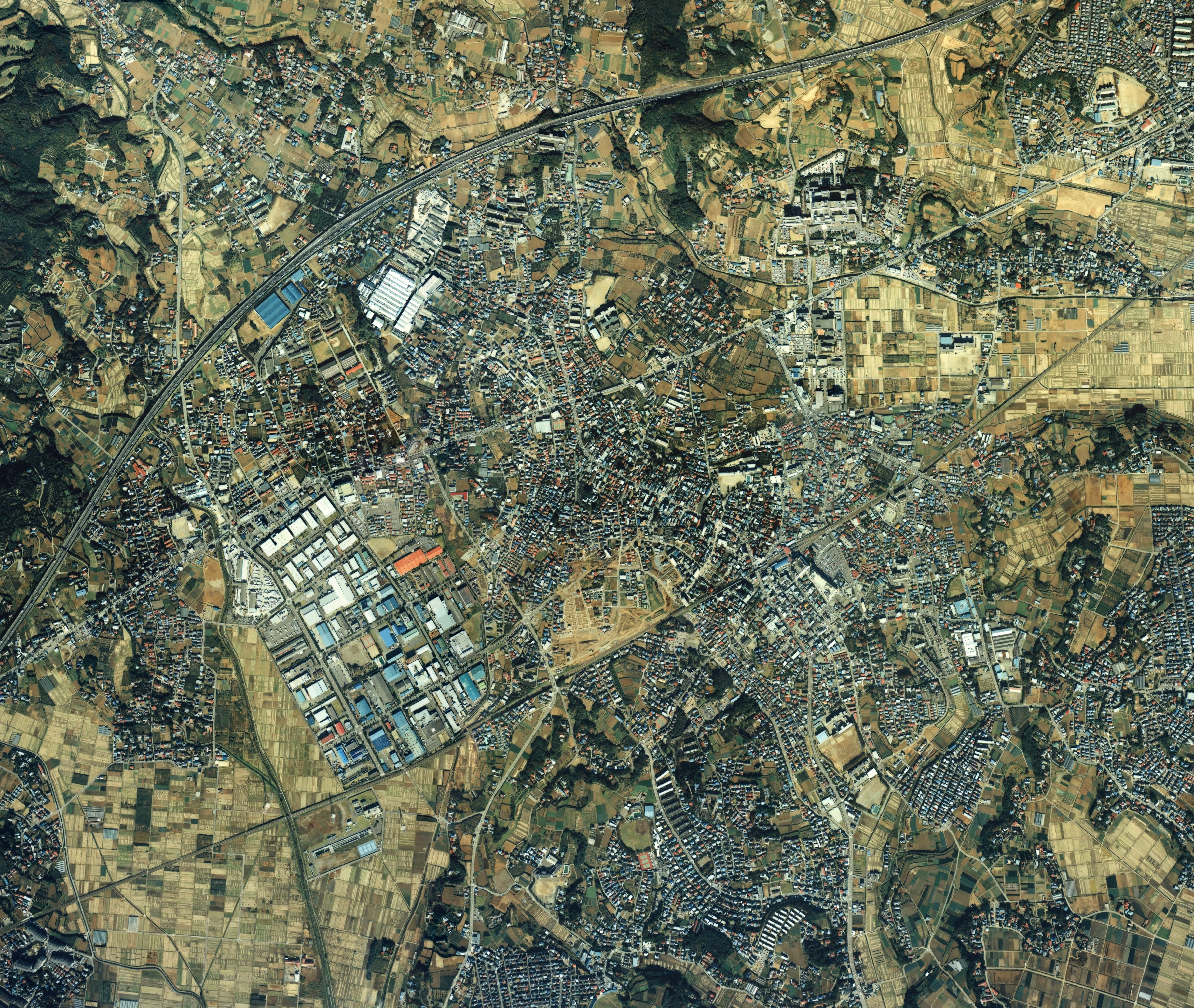
1988年（昭和63年）撮影の伊勢原市中心部周辺の空中写真。
1988年撮影の7枚を合成作成。

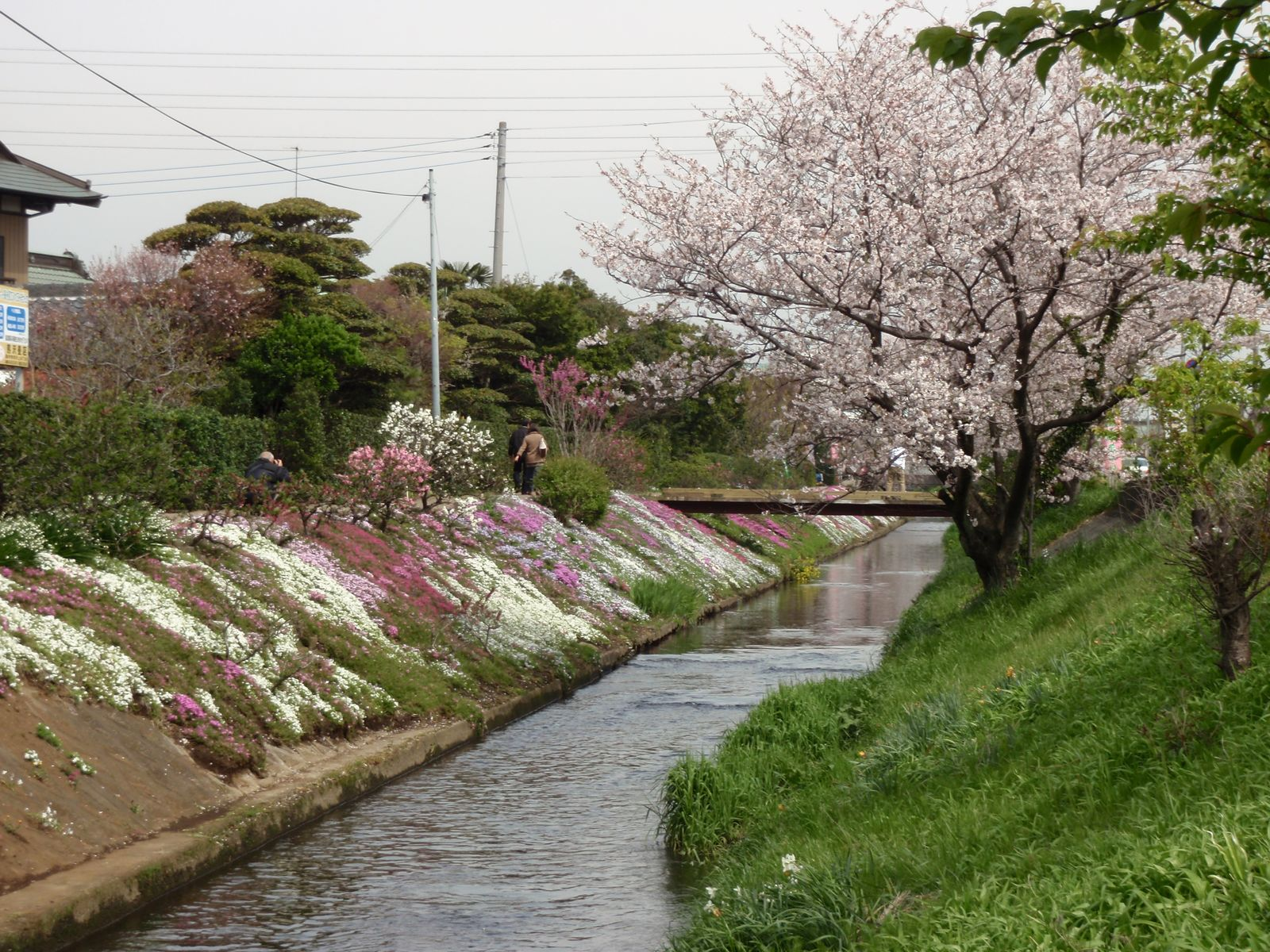
渋田川の芝桜

伊勢原地区は大山からの土砂が堆積してできたとされる扇状地の伊勢原台地、成瀬地区は愛甲台地南端にあり、東南部の水田地帯は相模平野、北西にそびえる大山は丹沢山地の東南端に位置する。市の中央部と西部にまたがる県道63号線の旧道沿いをなぞるように伊勢原断層が所在する。
人口は、伊勢原駅を中心とする伊勢原地区と、東端に愛甲石田駅（厚木市との市境にあり、所在地は厚木市になっている）がある成瀬地区に集中している。その他の地区も、昭和の大合併以前の中心地付近よりも、伊勢原駅への利便性が高い伊勢原地区の付近に集中している。
一部を除き川は町外れを流れており、いずれも氾濫を起こすような川ではないためか護岸整備もなされておらず、雑草が生え放題で放置されている。そのようななか、渋田川の一部区間では1970年ごろから地域住民の手によって川岸一面に芝桜が植えられ、1990年代に入ってからテレビや雑誌に取り上げられたためか芝桜が咲く春になると多くの見物客が訪れ、ちょっとした観光スポットとなっている。
- 山
  - 大山
- 河川
  - 歌川、渋田川、鈴川、栗原川、善波川

### 気候
晴天時は相模平野を駆け抜ける風が強く、日照時間が短く、雪が降っても積もらないのが特徴である。
南にある相模湾から吹く湿った風が大山にぶつかると雲がたまりやすくなる関係で曇りの日が多く雨も多い（雨量が多いわけではない）。東京都内では晴れていても伊勢原に来ると雨、ということが春から夏にかけては多々ある。大山が「雨降山」とも呼ばれる所以である。
関東地方では冬場、南岸低気圧が八丈島付近を通過すると大雪が降るとされるが、八丈島を通過すると南岸低気圧に向かって吹く北風が伊勢原では北西にある大山をはじめとした丹沢山地の影響により弱くなり、低気圧が巻き込んだ暖気により気温が高くなるので雪から雨に変わってしまう。関東地方から南岸低気圧が過ぎ去っても東京都内や横浜では数センチの積雪があるのに対し、伊勢原市の中心部ではすっかり雪がなくなっていることが多い。
多摩丘陵や相模原台地などでは東京都内や横浜以上の積雪があり、近接の海老名市や厚木市付近でもうっすらと雪が残っているが、雪がすっかりなくなるのは歌川よりも西である。この現象は北西に丹沢山地を抱える地域独特なもので、神奈川県の伊勢原や平塚市より西側の平野部では同様な現象が起きる。逆に山梨県東部で大雪になる場合は伊勢原市でも大雪となり、2014年2月14日から15日にかけて降った平成26年の大雪では市内でも数十センチの積雪がみられた。

### 隣接している自治体
- 神奈川県厚木市、秦野市、平塚市

## 歴史
- 平安時代末 - 荘園が営まれ、藤原北家良方流の一族が定住し、糟屋氏（かすやし）を名乗った。
- 1620年（元和6年） - 「伊勢原」という地名の由来となる「伊勢原大神宮」が創建される[1]。
- 1889年（明治22年）4月1日 - 町村制の施行により、伊勢原村、板戸村、東大竹村、田中村、池端村が合併して大住郡伊勢原町が発足。
- 1896年（明治29年）4月1日 - 郡制の施行のため大住郡が淘綾郡と統合され、所属郡が中郡に変更[2]。
- 1929年（昭和4年）4月1日 - 小田急電鉄小田原線が開通。伊勢原駅が設置される。
- 1954年（昭和29年）12月1日 - 大山町、成瀬村、大田村、高部屋村、比々多村と合併し、改めて伊勢原町が発足。
- 1956年（昭和31年）9月30日 - 岡崎村の字馬渡、大句を編入する。残部は平塚市に編入。
- 1963年（昭和38年） - 国道246号が開通。
- 1969年（昭和44年） - 国道271号（小田原厚木道路）が開通。
- 1971年（昭和46年）3月1日 - 市制施行して伊勢原市となる。
- 2013年  (平成25年)　市の公式イメージキャラクター「クルリン」誕生。
- 2020年（令和2年） - 新東名高速道路伊勢原大山ICが供用開始。

## 人口
| |                                          |  |
| 伊勢原市と全国の年齢別人口分布（2005年） | 伊勢原市の年齢・男女別人口分布（2005年） |  |
| ■紫色 ― 伊勢原市 ■緑色 ― 日本全国 | ■青色 ― 男性 ■赤色 ― 女性                |  |
| 伊勢原市（に相当する地域）の人口の推移 \| 1970年（昭和45年） \| 43,751人 \| \| \| 1975年（昭和50年） \| 61,616人 \| \| \| 1980年（昭和55年） \| 70,052人 \| \| \| 1985年（昭和60年） \| 77,766人 \| \| \| 1990年（平成2年） \| 89,567人 \| \| \| 1995年（平成7年） \| 98,123人 \| \| \| 2000年（平成12年） \| 99,544人 \| \| \| 2005年（平成17年） \| 100,579人 \| \| \| 2010年（平成22年） \| 101,039人 \| \| \| 2015年（平成27年） \| 101,514人 \| \| \| 2020年（令和2年） \| 101,780人 \| \| |                                          |  |
| 総務省統計局 国勢調査より |                                          |  |
| 1970年（昭和45年） | 43,751人                                 |  |
| 1975年（昭和50年） | 61,616人                                 |  |
| 1980年（昭和55年） | 70,052人                                 |  |
| 1985年（昭和60年） | 77,766人                                 |  |
| 1990年（平成2年） | 89,567人                                 |  |
| 1995年（平成7年） | 98,123人                                 |  |
| 2000年（平成12年） | 99,544人                                 |  |
| 2005年（平成17年） | 100,579人                                |  |
| 2010年（平成22年） | 101,039人                                |  |
| 2015年（平成27年） | 101,514人                                |  |
| 2020年（令和2年） | 101,780人                                |  |

## 行政

### 市長
- 市長：萩原鉄也（2024年10月1日就任、1期目）

### 警察
- 伊勢原警察署

### 地区
- 高部屋（たかべや） - 旧高部屋村
  - 日向（ひなた） - 旧日向村
  - 西富岡（にしとみおか） - 旧西富岡村
  - 上粕屋（かみかすや） - 旧上糟屋村

- 成瀬（なるせ） - 旧成瀬村
  - 東富岡（ひがしとみおか） - 旧東富岡村
  - 粟窪（あわくぼ） - 旧粟窪村
  - 高森（たかもり） - 旧高森村
  - 高森台（たかもりだい）
  - 石田（いしだ） - 旧石田村
  - 東成瀬（ひがしなるせ）
  - 見附島（みつけじま） - 旧見附島村
  - 下糟屋（しもかすや） - 旧下糟屋村
  - 下糟屋東（しもかすやひがし）
  - 歌川（うたがわ）
  - 下落合（しもおちあい） - 旧下落合村

- 大山（おおやま） - 旧大山町
  - 大山（おおやま） - 大山阿夫利神社
  - 子易（こやす） - 旧子易村

- 比々多（ひびた） - 旧比々多村
  - 三ノ宮（さんのみや） - 旧三之宮村
  - 白根（しらね） - 旧白根村
  - 神戸（ごうど） - 旧神戸村
  - 鈴川（すずかわ）
  - 坪ノ内（つぼのうち） - 旧坪之内村
  - 善波（ぜんば） - 旧善波村
  - 大住台（おおすみだい）
  - 串橋（くしはし） - 旧串橋村
  - 笠窪（かさくぼ） - 旧笠窪村

- 旧伊勢原町（狭義）
  - 田中（たなか） - 旧田中村
  - 池端（いけばた） - 旧池端村
  - 伊勢原（いせはら） - 旧伊勢原村
  - 桜台（さくらだい）
  - 板戸（いたど） - 旧板戸村
  - 東大竹（ひがしおおたけ） - 旧東大竹村

- 大田（おおた） - 旧大田村
  - 小稲葉（こいなば） - 旧小稲葉村
  - 上谷（かみや） - 旧上谷村
  - 下谷（しもや） - 旧下谷村
  - 沼目（ぬまめ） - 旧沼目村
  - 上平間（かみひらま） - 旧上平間村
  - 下平間（しもひらま） - 旧下平間村

- 岡崎（おかざき） - 旧岡崎村（一部）

## 議会

### 県議会
- 選挙区：伊勢原市選挙区
- 定数：1人
- 投票日：2023年4月7日
- 当日有権者数：83,742人
- 投票率：38.80%

| 候補者名 | 当落 | 年齢 | 所属党派   | 新旧別 | 得票数   |
| -------- | ---- | ---- | ---------- | ------ | -------- |
| 渡辺紀之 | 当   | 52   | 自由民主党 | 現     | 17,852票 |
| 舘大樹   | 落   | 45   | 無所属     | 新     | 13,660票 |

### 衆議院
- 選挙区：神奈川16区（厚木市、伊勢原市、海老名市）
- 投票日：2021年10月31日
- 当日有権者数：466,042人
- 投票率：55.35%

| 当落 | 候補者名 | 年齢 | 所属党派   | 新旧別 | 得票数    | 重複 |
| ---- | -------- | ---- | ---------- | ------ | --------- | ---- |
| 当   | 後藤祐一 | 52   | 立憲民主党 | 前     | 137,558票 | ○    |
| 比当 | 義家弘介 | 50   | 自由民主党 | 前     | 114,396票 | ○    |

## 経済

### 産業
- 主な産業
  - アマダ（本社）
  - アマダマシナリー（本社）
  - アマダウエルドテック（本社）
  - アマダプレスシステム（本社）
  - 市光工業（本社）
  - オーイズミ（伊勢原工場。本社も2002年まで所在。現在は厚木市に移転）
  - アズビル（伊勢原工場）
  - 王子チヨダコンテナー（神奈川工場）
  - 吉野工業所（神奈川技術研究所）
  - 日産テクニカルセンター（所在地は厚木市だが、敷地の一部が伊勢原市にまたがる）
  - 福山通運（伊勢原支店）
  - 名鉄NX運輸（厚木支店）
  - 安田倉庫（厚木営業所）
  - ランテック（湘南支店）
- 産業人口（就業人口・平成12年（2000年）10月1日）50,888人

## 商業施設
近隣の平塚市、厚木市、海老名市などに商業施設が充実しているため、中規模の生活密着型店舗が中心となっており、東京50km圏 (新宿 - 伊勢原間52.2km)の近郊都市としては駅周辺に商業施設が充実している。
また、平塚市内、厚木市内の渋滞を避けるため、平塚市北部や厚木市南西部から、地形の関係で秦野盆地内より伊勢原市内へ出やすい秦野市大根地区からも買物客が訪れる。

### 複合商業施設
- いせはらcoma（旧・伊勢原とうきゅう（2016年（平成28年）1月31日閉店））

### 総合スーパー
- イトーヨーカ堂伊勢原店

### 食品スーパー
- オーケー伊勢原店
- マルエツ愛甲石田店
- ヨークマート伊勢原店・伊勢原成瀬店
- スーパーアルプス伊勢原下落合店
- 相鉄ローゼン伊勢原駅前店(いせはらcoma内)
- ベルク伊勢原白根店

### ホームセンター
- ロイヤルホームセンター伊勢原店

### ディスカウントストア
- エスポット伊勢原店

### 家電量販店
- ノジマ伊勢原店・イトーヨーカドー伊勢原駅前店
- エディオンいせはらcoma店

### 書店・レコード（レンタル）店
- 文教堂伊勢原店
- 久美堂伊勢原店
- ゲオ伊勢原大住台店

## 姉妹都市・提携都市
- 茅野市（長野県）
  - 1986年1月21日姉妹都市提携
- ラミラダ（アメリカ合衆国カリフォルニア州）
  - 1981年9月21日姉妹都市提携

## 教育

### 小学校
- 伊勢原市立石田小学校
- 伊勢原市立伊勢原小学校
- 伊勢原市立大田小学校
- 伊勢原市立大山小学校
- 伊勢原市立桜台小学校
- 伊勢原市立高部屋小学校
- 伊勢原市立竹園小学校
- 伊勢原市立成瀬小学校
- 伊勢原市立比々多小学校
- 伊勢原市立緑台小学校

### 中学校
- 伊勢原市立伊勢原中学校
- 伊勢原市立山王中学校
- 伊勢原市立中沢中学校
- 伊勢原市立成瀬中学校

### 高等学校
- 神奈川県立伊志田高等学校
- 神奈川県立伊勢原高等学校
- 向上高等学校

### 中等教育学校
- 自修館中等教育学校

### 大学
- 産業能率大学湘南キャンパス
- 専修大学伊勢原体育施設、伊勢原セミナーハウス
- 東海大学伊勢原キャンパス

### 特別支援学校
- 神奈川県立伊勢原支援学校

## 交通

### 鉄道
小田急電鉄
 小田原線
- 伊勢原駅

大山観光電鉄
大山鋼索線
- 大山ケーブル駅 - 大山寺駅 - 阿夫利神社駅

愛甲石田駅の所在地は厚木市愛甲だが、各ホーム端など一部は伊勢原市域にまたがっている。

### バス路線
- 神奈川中央交通
- JR東名ハイウェイバス
- 小田急ハイウェイバス

### 道路
国道、主要地方道の多くが江戸時代に整備が進んだ大山街道が元になっている。国道246号は江戸とを結ぶ街道（青山通り大山街道）、県道22号は戸塚とを結ぶ街道（柏尾通り大山道）、県道44号は江の島とを結ぶ街道（田村通り大山街道）が元になっているほか、県道61号は平塚とを結ぶ街道（豊田中原通り大山街道）、県道63号も八王子や大磯と結ぶ街道（八王子通り大山街道、伊勢原通り大山街道）、県道64号も甲州（今の山梨県。津久井通り大山街道）とを結ぶ街道が元になっている。
高速道路
伊勢原市内にあるインターチェンジ：新東名高速道路 伊勢原大山インターチェンジ、小田原厚木道路伊勢原インターチェンジ（小田原方面出入口のみ）
市内には東名高速道路と新東名高速道路が交差する伊勢原ジャンクションがある。新東名高速道路と小田原厚木道路も市東部で交差しているが、接続部にジャンクションはない。
市内を走る東名には、かつては渋滞の名所であった「伊勢原バス停付近」があるが、現在は3車線化のためほぼ解消されているが、下り (静岡方面) は東名と新東名が交差する伊勢原ジャンクションが新たな名所になりつつある。
一般国道
伊勢原市内を走る一般国道：国道246号、国道271号（小田原厚木道路）
都道府県道
伊勢原市内を走る県道：神奈川県道22号横浜伊勢原線、神奈川県道44号伊勢原藤沢線、神奈川県道61号平塚伊勢原線、神奈川県道63号相模原大磯線、神奈川県道410号湘南台大神伊勢原線（未開通）、神奈川県道64号伊勢原津久井線、神奈川県道603号上粕屋厚木線、神奈川県道604号愛甲石田停車場酒井線（別線のみ）、神奈川県道605号下糟屋平塚線、神奈川県道606号明石下落合線（未開通）、神奈川県道611号大山板戸線、神奈川県道612号上粕屋南金目線、神奈川県道701号大山秦野線（市内区間通行不能）

### 隣接市町村への連絡
市内に所在する鉄道駅が伊勢原と愛甲石田の二つしかないという現状から、近隣移動は自動車で行なわれる典型的な車社会の街である。厚木市や平塚市へのアクセスは比較的よい。海老名市や茅ヶ崎市など相模川左岸へや、秦野市へは間に川や山などがある地理的制約の関係で使えるルートが少なく、交通量が一本の道路に集中するため渋滞が頻発し、アクセスが悪い。
厚木市
小田急利用の場合、本厚木駅まで伊勢原駅から6分。
自動車利用の場合、複数ルートがあるが国道246号。南部からのアクセスとして小田原厚木道路の側道、厚木市北部へのアクセスとして県道63号も使われる。

秦野市
小田急利用の場合、秦野駅まで伊勢原駅から10分。
自動車利用の場合、国道246号を利用する。

平塚市
神奈中バス利用の場合、平塚駅北口まで伊勢原駅南口から最も本数の多い平90系統に乗ると27分。
自動車利用の場合、複数ルートがあるが県道61号を利用するのが一般的。

### 都道府県庁への連絡
電車の場合、海老名駅まで小田急、海老名駅から横浜駅まで相鉄線、横浜駅から神奈川県庁の最寄駅である日本大通り駅までみなとみらい線を利用し、乗換・待ち時間を除いた所要時間は伊勢原駅から48分。

### 広範囲な連絡
新幹線を利用する場合
新横浜駅または小田原駅から東海道新幹線。
東北・信越・北陸方面へ行く場合は、東京駅・八王子駅から新幹線や特急列車を利用する。

飛行機を利用する場合
羽田空港を利用。本厚木駅より羽田空港行連絡バスが出ている

高速道路を利用する場合
市の東部・中央南部は小田原厚木道路側道直結の厚木西インターチェンジ経由で厚木インターチェンジから東名・圏央道。
市の中央北部・西部は東京方面・圏央道へは伊勢原大山インターチェンジから新東名経由。静岡方面へは秦野中井インターチェンジから東名。

## 名所・旧跡・観光スポット・祭事・催事

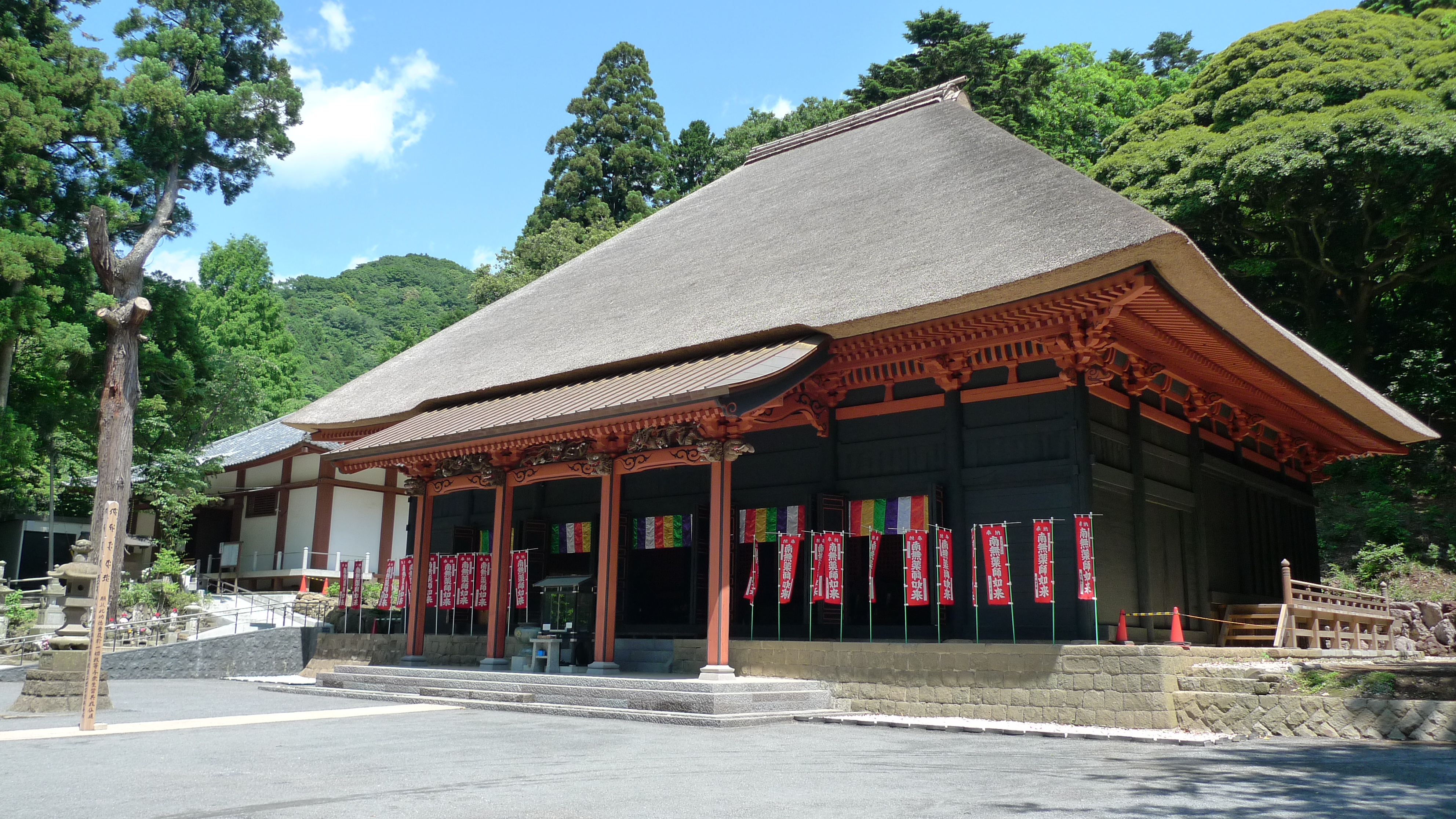
日向薬師本堂

名所・観光スポット
- あやめの里
- 太田道灌公墓所(首塚)
- 大山阿夫利神社
- 大山寺(大山不動尊)
- 三ノ宮比々多神社
- 芝桜
- 洞昌院
太田道灌がここで暗殺されたといわれている
- 龍散寺 東国花の寺百ヶ寺 伊勢原聖観音菩薩[日本最大級の一本彫りの観音像]
- 日向薬師
- 大山まんじゅう(大山詣の土産品)

旧跡
- 岡崎城跡
平塚市との境界線上に所在
- 埒免古墳

祭事
- 伊勢原観光道灌(どうかん)まつり - 毎年10月初旬に開催
- 大山阿夫利神社の倭舞及び巫子舞 - 1976年10月19日に神奈川県の無形民俗文化財に指定された。
- 龍散寺・伊勢原聖観音大祭 - 毎年5月の第3日曜日（第2日曜日になる場合もあるのでご確認ください）
- 大山登山マラソン

## 出身有名人
- 秋山里奈（競泳選手）
- akko (ミュージシャン、My Little Lover)
- 石井雅史（競輪・パラサイクリング選手）
- 浦田有（女優・歌手）
- 小沼慶多（元高校野球指導者）
- かじがや卓哉（ピン芸人）
- 葛西蘭（アイドル・タレント）
- 亀井善太郎（政治家）
- 亀井善之（政治家）
- 菅野美穂（女優・タレント、埼玉県坂戸市育ち）
- 城戸康裕（キックボクサー）
- 今野忠成（競馬騎手）
- 近藤志歩（バレーボール選手）
- 三遊亭遊吉（落語家）
- 塩浦慎理（競泳選手）
- 島津冴子（女優・声優）
- 昔昔亭喜太郎（落語家）
- 武田将平（サッカー選手）
- 谷山俊樹（キックボクサー）
- 鳥海永行（アニメーション監督）
- 長屋聡（総務官僚）
- 並木瑠璃（シンガーソングライター）
- はっしーはっぴー（芸人）
- 穂積ユタカ（ラジオDJ・リポーター）
- 槇嶋範彦（アナウンサー）
- 松田恵里（プロボクサー、海老名市生まれ）
- 松藤貴秋（バスケットボール選手）
- 村田和美（女優・タレント）
- 矢口史靖（映画監督、脚本家）
- YAMOTO（シンガーソングライター、伊勢原ストリート一歩）
- 永井大貴 (プロレスラー)
- 永澤蒼.（シンガーソングライター）
- やもとなおこ（シンガーソングライター、伊勢原ストリート一歩）
- 秋山俊介（トランぺッター）
- 岡村明香（声優）